# Liste von Sakralbauten im Landkreis Rotenburg (Wümme)

Landkreis Rotenburg (Wümme)

Die Liste von Sakralbauten im Landkreis Rotenburg (Wümme) nennt Kirchengebäude und sonstige Sakralbauten im Landkreis Rotenburg (Wümme).

## Liste
| Bild | Name                             | Kommune/Ortsteil/Lage                                                 | Konfession der Gemeinde                                              | Beschreibung |
| ---- | -------------------------------- | --------------------------------------------------------------------- | -------------------------------------------------------------------- | --- |
|      | St.-Marien-Kirche                | Ahausen Im Specken 3 53° 3′ 44,8″ N, 9° 18′ 46,5″ O                   | evangelisch-lutherisch                                               | |
|      | St.-Christophorus-Kirche         | Basdahl Oese Neu Oese 53° 26′ 43,2″ N, 9° 1′ 18,3″ O                  | evangelisch-lutherisch                                               | |
|      | Auferstehungskirche              | Bremervörde Neues Feld 64 53° 29′ 48″ N, 9° 8′ 17,7″ O                | evangelisch-lutherisch                                               | |
|      | St. Michael                      | Bremervörde Am Mahlersberg 13 53° 28′ 55,1″ N, 9° 8′ 58,3″ O          | römisch-katholisch                                                   | |
|      | Freie evangelische Gemeinde      | Bremervörde Alte Straße 43 53° 29′ 15,5″ N, 9° 8′ 23,2″ O             | evangelisch-freikirchlich                                            | |
|      | St.-Liborius-Kirche              | Bremervörde Kirchenstraße 2 53° 29′ 12,3″ N, 9° 8′ 46,4″ O            | evangelisch-lutherisch                                               | |
|      | Heilig-Kreuz-Kirche              | Bremervörde Bevern Hauptstraße 53° 26′ 31,3″ N, 9° 10′ 32,5″ O        | evangelisch-lutherisch                                               | |
|      | Paul-Gerhardt-Kapelle            | Bremervörde Elm Schulstraße 1 53° 31′ 13,9″ N, 9° 12′ 23,3″ O         | evangelisch-lutherisch                                               | |
|      | Friedenskirche                   | Bremervörde Hesedorf Friedenstraße 5 53° 27′ 57,4″ N, 9° 12′ 3,6″ O   | evangelisch-lutherisch                                               | |
|      | Jürgen-Christian-Findorff-Kirche | Bremervörde Iselersheim Iselerstraße 4 53° 33′ 11,6″ N, 9° 7′ 25,8″ O | evangelisch-lutherisch                                               | |
|      | Heilig-Kreuz-Kirche              | Brockel Kirchstraße 1 53° 5′ 40,7″ N, 9° 31′ 29,1″ O                  | evangelisch-lutherisch                                               | |
|      | Allerheiligen-Kirche             | Elsdorf Lange Straße 30 53° 14′ 32,3″ N, 9° 21′ 8,9″ O                | evangelisch-lutherisch                                               | |
|      | Kirche Farven                    | Farven Alte Dorfstraße 53° 26′ 8,3″ N, 9° 19′ 29,6″ O                 | evangelisch-lutherisch (Selbständige Evangelisch-Lutherische Kirche) | |
|      | St.-Antonius-Kirche              | Fintel Rotenburger Straße 11 53° 10′ 15,7″ N, 9° 39′ 56″ O            | evangelisch-lutherisch                                               | |
|      | Paulus-Kirche                    | Gnarrenburg An der Kirche 3 53° 22′ 56,3″ N, 9° 0′ 13″ O              | evangelisch-lutherisch                                               | |
|      | Erlöser-Kirche                   | Gnarrenburg Kuhstedt Portenstraße 53° 22′ 49,4″ N, 8° 57′ 45,9″ O     | evangelisch-lutherisch                                               | |
|      | St.-Margarethen-Kirche           | Gyhum Eichenstraße 2 53° 13′ 11,7″ N, 9° 18′ 37,3″ O                  | evangelisch-lutherisch                                               | |
|      | St.-Viti-Kirche                  | Heeslingen Kirchstraße 18 53° 18′ 56,2″ N, 9° 20′ 24,8″ O             | evangelisch-lutherisch                                               | |
|      | Bethlehem-Kirche                 | Hipstedt Bahnhofstraße 9 53° 29′ 46,2″ N, 8° 58′ 11,4″ O              | evangelisch-lutherisch                                               | |
|      | Johannes-der-Täufer-Kirche       | Horstedt Kirchstraße 6 53° 10′ 31,1″ N, 9° 13′ 41,2″ O                | evangelisch-lutherisch                                               | |
|      | St.-Lambertus-Kirche             | Kirchtimke Hinter der Kirche 53° 15′ 3,9″ N, 9° 9′ 8,5″ O             | evangelisch-lutherisch                                               | |
|      | St.-Bartholomäus-Kirche          | Kirchwalsede Hauptstraße 10 53° 1′ 16,5″ N, 9° 23′ 37,7″ O            | evangelisch-lutherisch                                               | |
|      | Martin-Luther-Kirche             | Lauenbrück An der Kirche 3 53° 12′ 10,4″ N, 9° 33′ 13,9″ O            | evangelisch-lutherisch                                               | |
|      | Gangolf-Kirche                   | Oerel Logedamm 53° 28′ 43,7″ N, 9° 3′ 21,9″ O                         | evangelisch-lutherisch                                               | |
|      | St.-Gallus-Kirche                | Rhade Hauptstraße 8 53° 19′ 44,8″ N, 9° 6′ 55,9″ O                    | evangelisch-lutherisch                                               | |
|      | Auferstehungskirche              | Rotenburg (Wümme) Berliner Ring 19 53° 6′ 51,8″ N, 9° 25′ 20,3″ O     | evangelisch-lutherisch                                               | |
|      | Corpus-Christi-Kirche            | Rotenburg (Wümme) Nordstraße 14 53° 6′ 54,9″ N, 9° 24′ 37,9″ O        | römisch-katholisch                                                   | |
|      | Freie evangelische Gemeinde      | Rotenburg (Wümme) Bergstraße 3 53° 6′ 35,8″ N, 9° 24′ 24″ O           | evangelisch-freikirchlich                                            | |
|      | Kreuzkirche                      | Rotenburg (Wümme) Potsdamer Straße 100 53° 6′ 50,6″ N, 9° 25′ 12″ O   | baptistisch                                                          | |
|      | Michaelskirche                   | Rotenburg (Wümme) Bischofstraße 8 53° 6′ 0,6″ N, 9° 23′ 22,4″ O       | evangelisch-lutherisch                                               | |
|      | Stadtkirche                      | Rotenburg (Wümme) Am Kirchhof 53° 6′ 33,4″ N, 9° 24′ 20,8″ O          | evangelisch-lutherisch                                               | |
|      | Küçük Ayasofya Camii             | Rotenburg (Wümme) Fuhrenstraße 14 53° 6′ 37,5″ N, 9° 24′ 51″ O        | islamisch (IGMG)                                                     | |
|      | St.-Lucas-Kirche                 | Scheeßel Große Straße 14 53° 10′ 10″ N, 9° 28′ 56,7″ O                | evangelisch-lutherisch                                               | |
|      | St.-Lamberti-Kirche              | Selsingen Hauptstraße 14 53° 22′ 24,7″ N, 9° 12′ 49,5″ O              | evangelisch-lutherisch                                               | |
|      | Christuskirche                   | Sittensen Am Markt 10 53° 16′ 38,4″ N, 9° 30′ 15,3″ O                 | evangelisch-lutherisch (Selbständige Evangelisch-Lutherische Kirche) | |
|      | St.-Dionysius-Kirche             | Sittensen Kirchenweg 53° 16′ 31,9″ N, 9° 30′ 21″ O                    | evangelisch-lutherisch                                               | |
|      | Freie evangelische Gemeinde      | Sittensen Mühlenstraße 16 53° 16′ 34,1″ N, 9° 30′ 34,2″ O             | evangelisch-freikirchlich                                            | |
|      | St.-Georg-Kirche                 | Sottrum Kirchstraße 9 53° 6′ 59,9″ N, 9° 13′ 45,6″ O                  | evangelisch-lutherisch                                               | |
|      | Christuskirche                   | Sottrum Marconistraße 3 53° 6′ 46,3″ N, 9° 12′ 32,9″ O                | evangelisch-lutherisch (Selbständige Evangelisch-Lutherische Kirche) | geweiht am 4. Juli 2021. |
|      | Maria-Königin-Kirche             | Tarmstedt Zum Steenshoop 1 53° 13′ 52,7″ N, 9° 4′ 54,8″ O             | römisch-katholisch                                                   | 1996 profaniert |
|      | Salemskirche                     | Tarmstedt Hauptstraße 10 53° 13′ 37,7″ N, 9° 4′ 52,7″ O               | evangelisch-lutherisch (Selbständige Evangelisch-Lutherische Kirche) | |
|      | Herz-Jesu-Kirche                 | Visselhövede Sunderstraße 32 52° 58′ 50,6″ N, 9° 34′ 59,6″ O          | römisch-katholisch                                                   | |
|      | St.-Johannis-Kirche              | Visselhövede Große Straße 52° 59′ 8,7″ N, 9° 34′ 52,3″ O              | evangelisch-lutherisch                                               | |
|      | St.-Nikolaus-Kapelle             | Visselhövede Wittorf Wittorfer Straße 53° 0′ 34,7″ N, 9° 31′ 6″ O     | evangelisch-lutherisch                                               | |
|      | St.-Petri-Kirche                 | Wilstedt Am Brink 2 53° 11′ 43,3″ N, 9° 5′ 29,7″ O                    | evangelisch-lutherisch                                               | |
|      | Christ König                     | Zeven Hoftohorn 9 53° 17′ 4,4″ N, 9° 16′ 55,9″ O                      | römisch-katholisch                                                   | |
|      | St.-Viti-Kirche                  | Zeven Klostergang 6 53° 17′ 48,6″ N, 9° 16′ 52,4″ O                   | evangelisch-lutherisch                                               | |
|      | Freie evangelische Kirche        | Zeven Rhalandstraße 59 53° 17′ 20″ N, 9° 16′ 56,7″ O                  | evangelisch-freikirchlich                                            | |
|      | Betsaal Zeven                    | Zeven Gartenstraße 16 53° 17′ 37,8″ N, 9° 17′ 0,5″ O                  | Jüdische Gemeinde                                                    | Der Zevener Betsaal war als letzte neue Synagoge Deutschlands erst 1937 eingerichtet worden. Seine Einrichtung wurde von den Nationalsozialisten 1939 zerschlagen und verbrannt. |